# Gauliga Mitte 1935/36
De Gauliga Mitte 1935/36 was het derde voetbalkampioenschap van de Gauliga Mitte. 1. SV Jena werd kampioen en plaatste zich voor de eindronde om de Duitse landstitel, waar de club in de groepsfase uitgeschakeld werd.

## Eindstand
| Plaats | Club                                 | Wed. | W  | G | V  | Saldo | Ptn.  |
| ------ | ------------------------------------ | ---- | -- | - | -- | ----- | ----- |
| 1.     | 1. SV 03 Jena                        | 18   | 11 | 4 | 3  | 39:18 | 26:10 |
| 2.     | FuCC Cricket-Viktoria 1897 Magdeburg | 18   | 8  | 4 | 6  | 33:30 | 20:16 |
| 3.     | FV Sportfreunde Halle                | 18   | 6  | 7 | 5  | 29:28 | 19:17 |
| 4.     | 1. FC 07 Lauscha                     | 18   | 8  | 3 | 7  | 30:31 | 19:17 |
| 5.     | SpVgg 02 Erfurt                      | 18   | 8  | 2 | 8  | 32:34 | 18:18 |
| 6.     | SV Dessau 05                         | 18   | 7  | 3 | 8  | 29:31 | 17:19 |
| 7.     | Hallescher FC Wacker                 | 18   | 6  | 4 | 8  | 38:30 | 16:20 |
| 8.     | SV Viktoria 1896 Magdeburg           | 18   | 5  | 6 | 7  | 30:33 | 16:20 |
| 9.     | SV 08 Steinach                       | 18   | 6  | 4 | 8  | 25:33 | 16:20 |
| 10.    | SC Erfurt 1895                       | 18   | 5  | 3 | 10 | 21:38 | 13:23 |

|  | Kampioen, geplaatst voor nationale eindronde |
|  | Degradatie naar Bezirksliga                  |

## Promotie-eindronde
| Plaats | Club                   | Wed. | Saldo | Ptn. |
| ------ | ---------------------- | ---- | ----- | ---- |
| 1.     | FC Thüringen Weida     | 4    | 9:4   | 6:2  |
| 2.     | SV Merseburg 99        | 4    | 7:5   | 4:4  |
| 3.     | FC Viktoria 09 Stendal | 4    | 1:8   | 2:6  |

|  | Promotie naar Gauliga Mitte 1936/37 |